# Sokos Hotel Viru
Het Sokos Hotel Viru is een hotel in de Estische hoofdstad Tallinn. Het ligt in de wijk Südalinn tegenover de Virupoort aan de rand van Vanalinn, de historische binnenstad. Toen het in 1972 geopend werd, was het met zijn 74 meter de eerste wolkenkrabber van Tallinn. Na de torens van de Sint-Olafkerk (bijna 124 meter) en de Sint-Nicolaaskerk (105 meter) was het tot 1980 het hoogste gebouw van de stad. In dat jaar kwam de tv-toren van Tallinn (314 meter) gereed, die sindsdien het hoogste gebouw van de stad is. Ook het in hetzelfde jaar opgeleverde Hotel Olümpia won het met 84 meter ruimschoots van het Sokos Hotel Viru.

## Geschiedenis

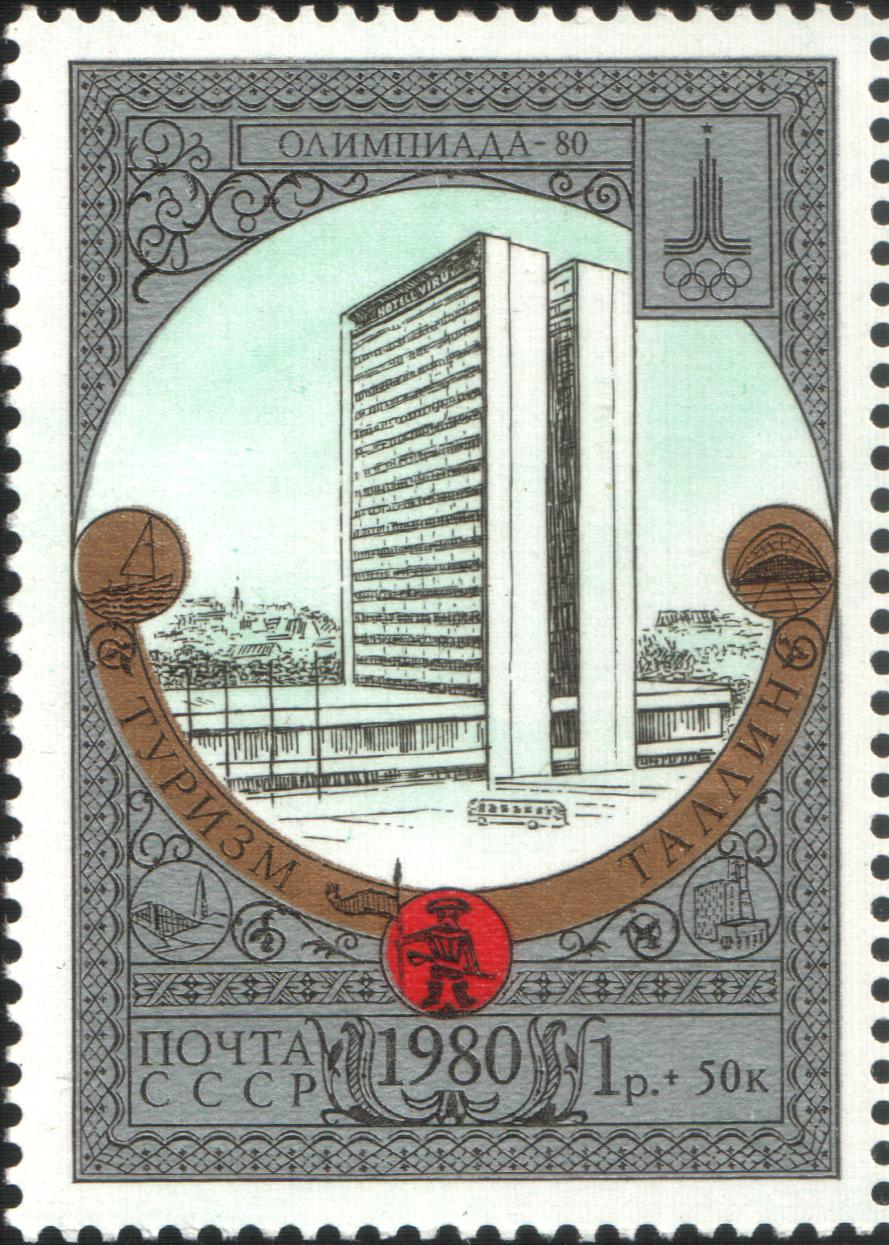
Het Viruhotel op een Sovjetpostzegel uit 1980

Het hotel is vernoemd naar de tegenoverliggende Virupoort in de stadsmuur. Viru betekent ‘kolk’, maar de historische Duitse naam luidde Lehmpforte (‘Leempoort’).
Het hotel dateert uit de tijd dat Estland door de Sovjet-Unie was bezet. Het werd in de jaren 1969-1972 gebouwd door het Finse bouwbedrijf Repo Oy, maar wel onder supervisie van Estische architecten. Het gebouw zelf was ontworpen door Henno Sepmann en Mart Port;  voor het interieur tekenden andere architecten. Repo Oy ging failliet nog voor de bouw was voltooid; Haka Oy maakte de klus af. De opening van het hotel vond plaats op 5 mei 1972.
Het hotel, dat toen nog alleen Viruhotel heette, werd in het begin geëxploiteerd door Intourist, de organisatie die in de Sovjet-Unie de toeristen opving. Tot 1980 was het hotel het enige in Tallinn dat voldeed aan internationale standaarden. In dat jaar kwam het Hotel Olümpia (nu het Radisson Blu Hotel Olümpia) gereed. In het Viruhotel werden dan ook de meeste bezoekers uit de ‘kapitalistische’ landen ondergebracht. Bekende mensen die hier de nacht hebben doorgebracht, waren sjah Mohammad Reza Pahlavi van Iran, de astronaut Neil Armstrong, Valentina Teresjkova, de eerste vrouw in de ruimte, de filmster Elizabeth Taylor en de zangeressen Nana Mouskouri en Alla Poegatsjova.
In 1991 herkreeg Estland zijn onafhankelijkheid. Drie jaar later, in 1994, werd het Viruhotel geprivatiseerd. In 2003 werd het hotel verkocht aan de Finse S Group, die onder andere de hotelketen Sokos Hotels exploiteert. Sinds dat jaar heet het hotel Sokos Hotel Viru.

## De afluisteraffaire
Pas in 1994 werd op de 23e verdieping van het hotel een geheime kamer gevonden die door de KGB was gebruikt als afluistercentrum. Zestig van de ca. vijfhonderd kamers en zelfs enkele tafels in het restaurant waren voorzien van afluisterapparatuur. Het afluistercentrum is sinds 2011 een klein museum.

## Fotogalerij

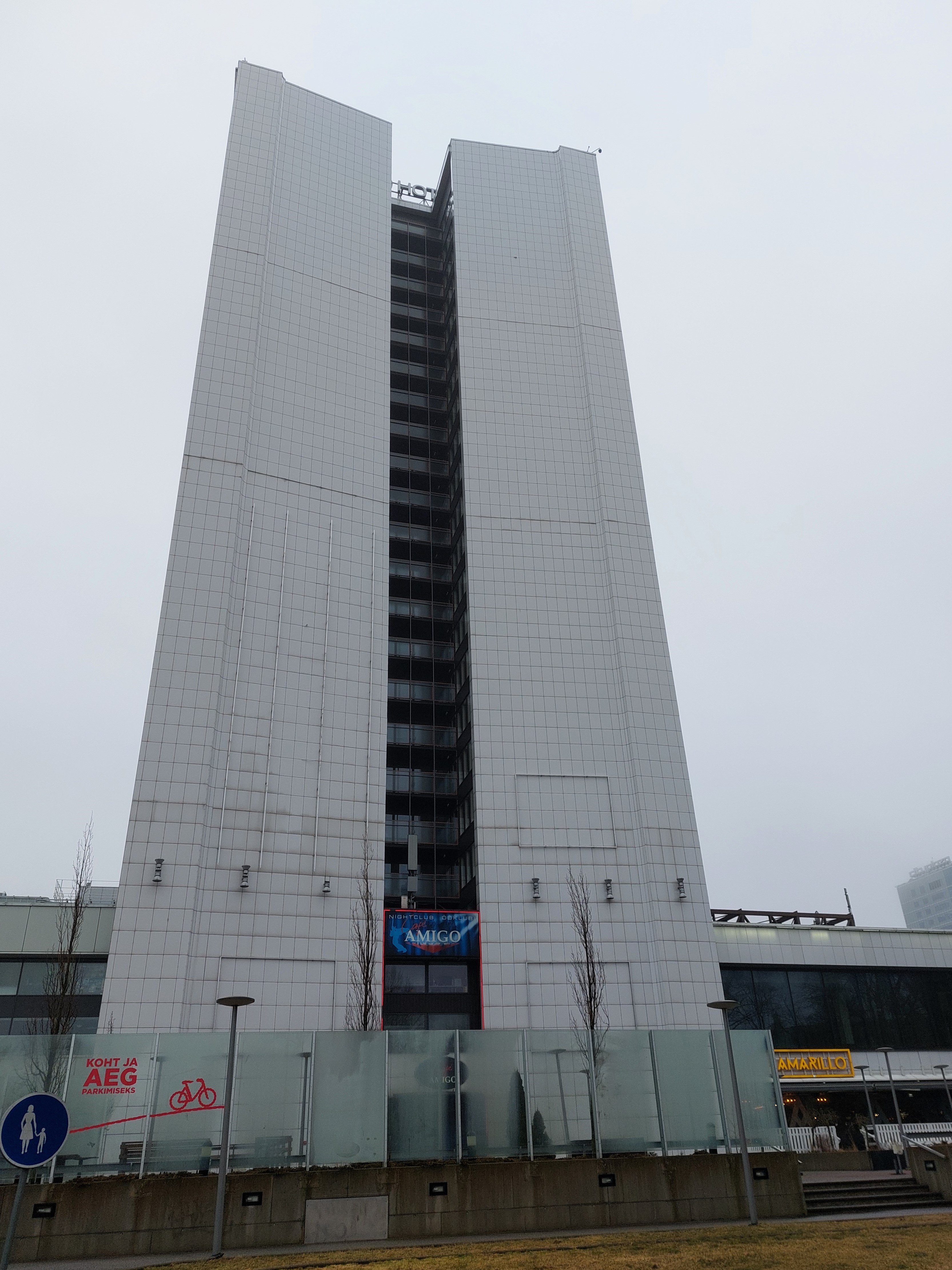
zijaanzicht
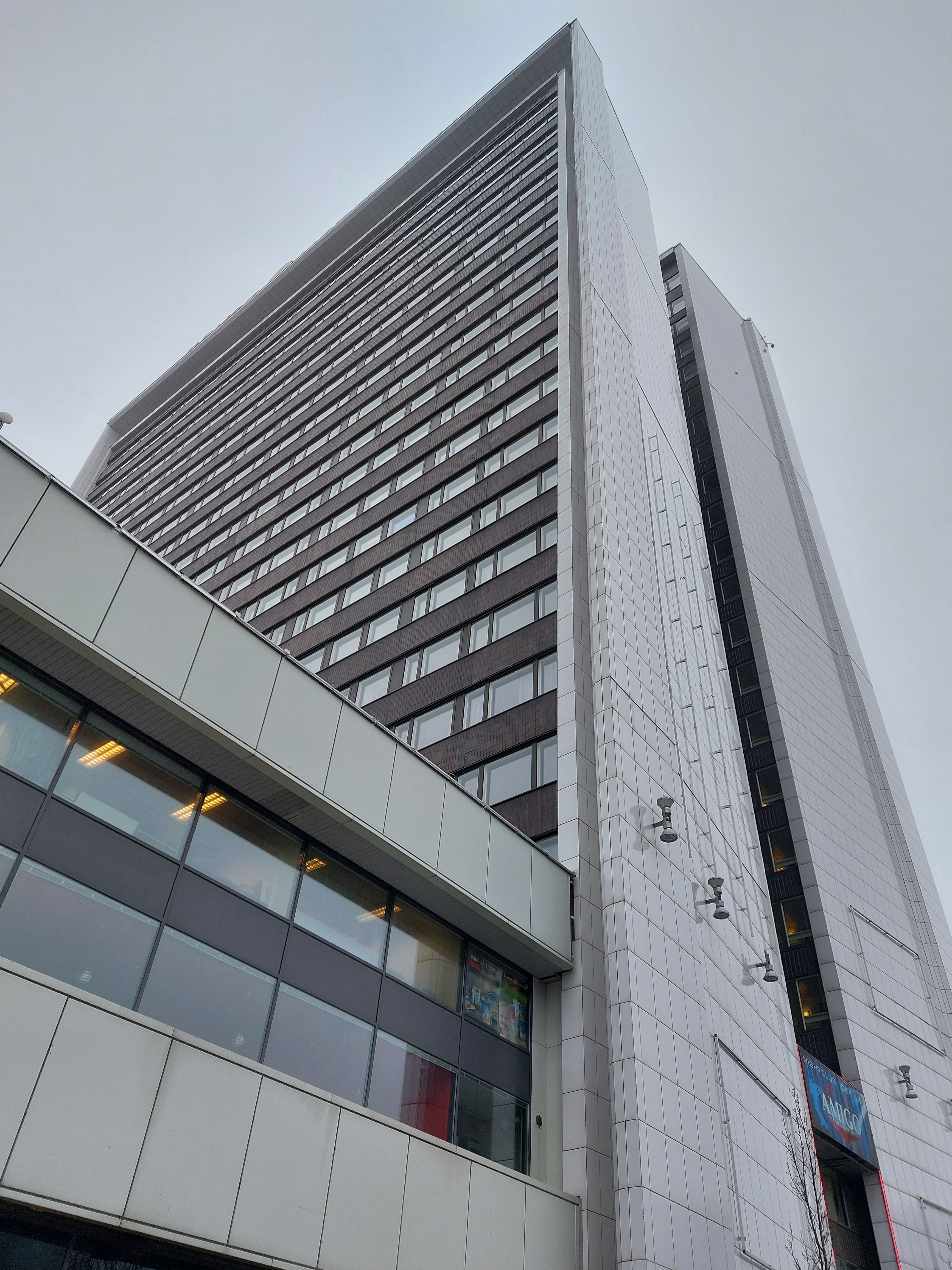
zijkant
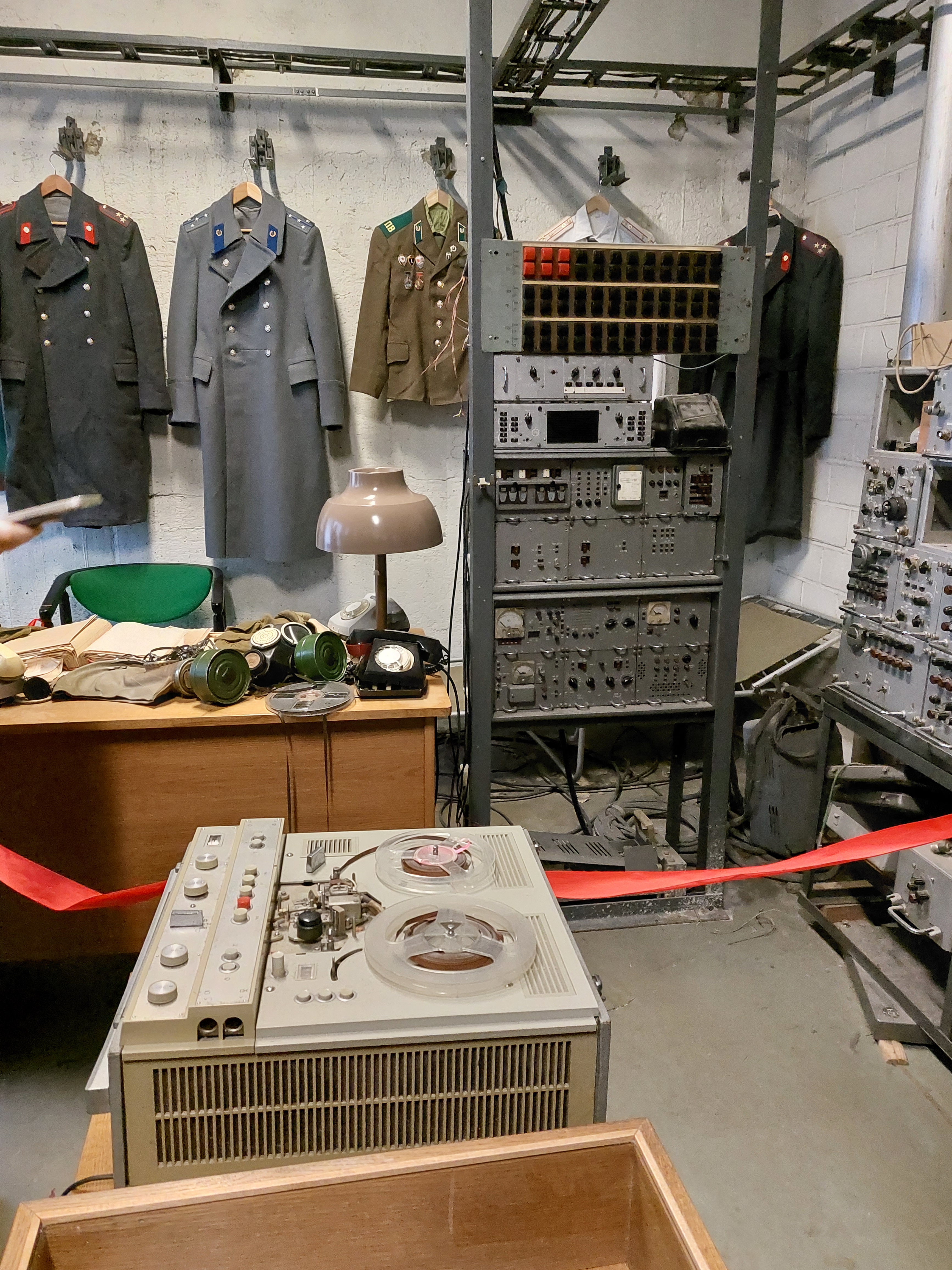
KGB museum
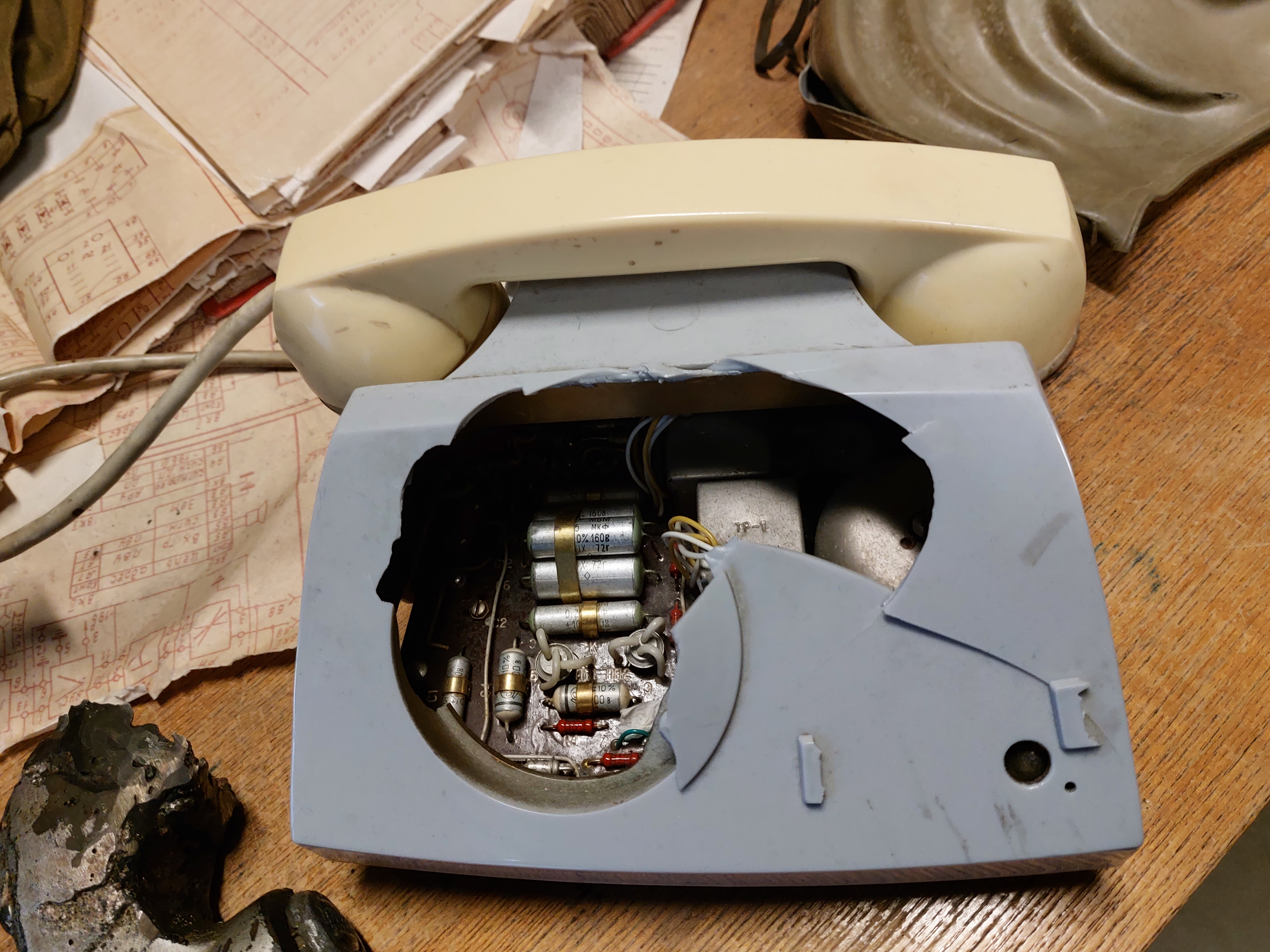
Afgeluisterde telefoon
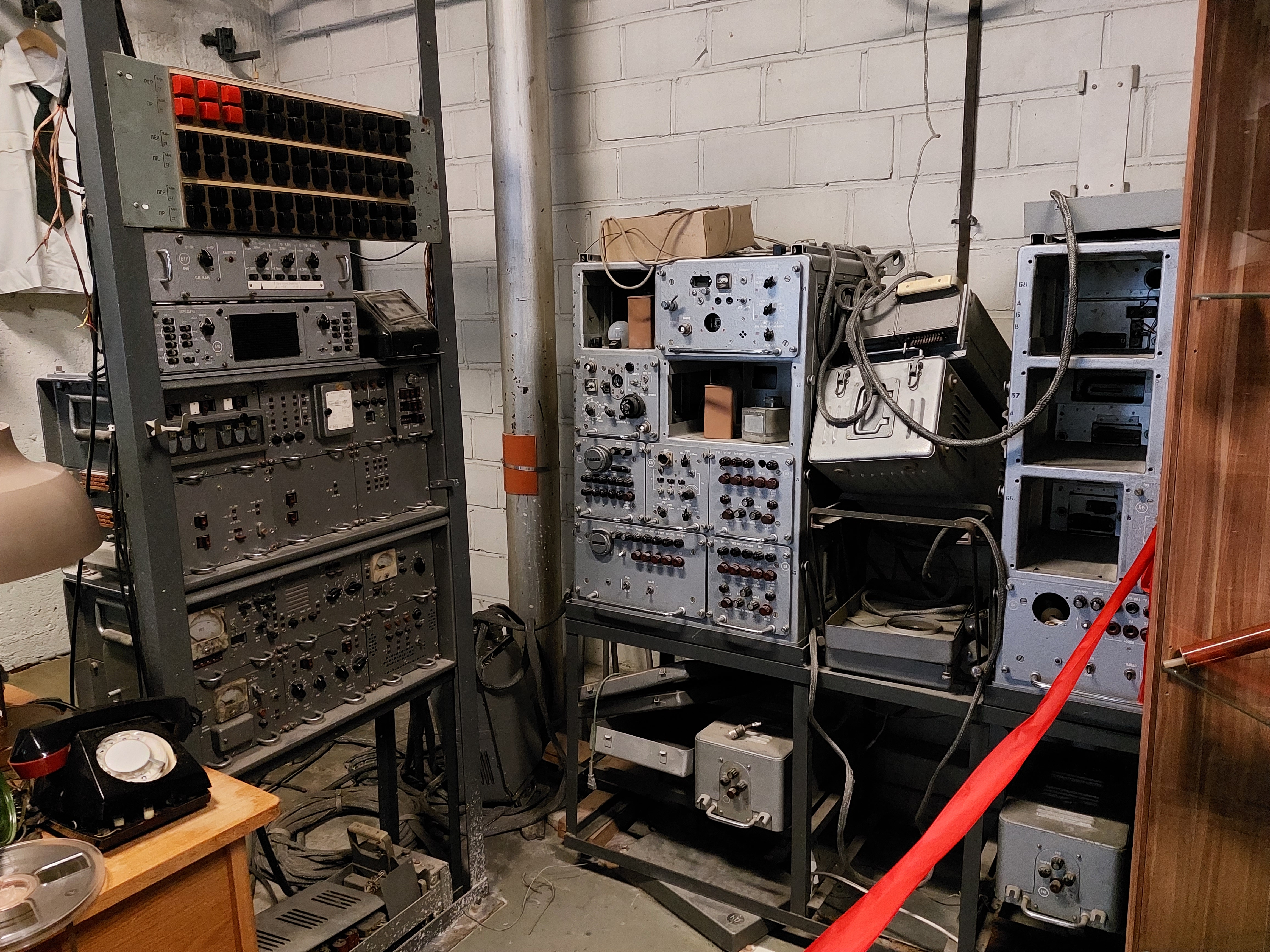
Afluisterapparatuur in het KGB museum